# Party game
 (octobre 2019).
Si vous disposez d'ouvrages ou d'articles de référence ou si vous connaissez des sites web de qualité traitant du thème abordé ici, merci de compléter l'article en donnant les références utiles à sa vérifiabilité et en les liant à la section « Notes et références ».
Un party game ou jeu vidéo de type party game (en anglais party video game, littéralement jeu vidéo de soirée, ou jeu vidéo de fête) est un jeu censé rassembler de nombreux joueurs autour d'un concept simple, amusant et accessible. Généralement le party game est composé de plusieurs sous-parties proposant des phases de mini-jeux en alternance.
Le plus souvent, ces jeux prennent leur sens en mode multijoueur.

## Party gamesconnus
- Crash Bash
- DipiQuizz (freeware pour Windows) : propose plusieurs activités dont blind-test, quizzes thématiques (type QCM), mimes, mémoire (genre Simon), etc. Jouable avec divers boitiers de vote interactifs tels que Wiimotes, buzzers du jeu Buzz! (filaires de PS2 et sans fil de PS3), smartphones.
- Gang Beasts
- Go Vacation
- Lapins crétins
- Mario Party
- Sonic Shuffle
- WarioWare
- Wii Party